# Kyrill-und-Method-Bruderschaft
Die Kyrill-und-Method-Bruderschaft (ukrainisch Кирило-Мефодіївське товариство) war eine Gesellschaft von liberalen Intellektuellen in Kiew im Russischen Reich von 1845/46 bis 1847.
Sie spielte eine zentrale Rolle in der Herausbildung eines Nationalbewusstseins in der Ukraine.

## Geschichte
Die Gruppe wurde 1845 vom Historiker Mykola Kostomarow gegründet. 
Sie war ein loser Zusammenschluss von zwölf heute namentlich bekannten Mitgliedern, darunter Taras Schewtschenko, Pantelejmon Kulisch, Wassyl Biloserskyj, Opanas Markewytsch, Dmytro Pyltschykow und Mykola Hulak sowie einer unbekannten Anzahl von weiteren Sympathisanten. Für ein Treffen wurde einmal eine Anzahl von hundert anwesenden Personen genannt. 
Im März 1847 wurde die Bruderschaft verraten, die bekannten Mitglieder inhaftiert und zu Verbannung oder Gefängnis verurteilt.

## Ziele
Ziel der Bruderschaft war eine Gesellschaftsordnung gemäß den christlichen Prinzipien wie Gerechtigkeit, Freiheit, Gleichheit und Brüderlichkeit. Ebenso war das Gedankengut der Bruderschaft von den Ideen der Romantik, insbesondere der polnischen Dichtung und denen der Dekabristen und der Panslawisten beeinflusst.
Die Bruderschaft hatte sich, gemäß der von Mykola Kostomarow verfassten Satzung zum Ziel gesetzt, eine geistige und politische Vereinigung der Slawen zu schaffen, bei der die einzelnen Völker nationale Regierungen besitzen sollten.
Zur Verwirklichung der Ziele strebte die Bruderschaft eine Liberalisierung der russischen Gesellschaft mit der Gleichheit aller Bürger und der Gleichberechtigung der verschiedenen Völker im Russischen Reich, idealerweise in Form einer Konföderation, an.
Die Mitglieder verpflichteten sich, die Erziehung der Jugend zu fördern, notleidenden Familien der Mitglieder beizustehen, sich für die Aufhebung der Leibeigenschaft, der Standesprivilegien und der Folter einzusetzen sowie Eintracht und Duldsamkeit anzustreben. Die Mitglieder hatten einen Eid der Verschwiegenheit und Treue abzulegen.
Erkennungszeichen der Bruderschaft war ein goldener Ring mit der Inschrift Sw. Kyrylo i Metodyj („die Heiligen Kyrill und Method“). Auf dem Siegel der Bruderschaft stand die Devise Lernet die Wahrheit kennen und sie wird euch befreien!